# Zone interdite (émission de télévision)
Pour les articles homonymes, voir Zone interdite.
 (septembre 2018).
Si vous disposez d'ouvrages ou d'articles de référence ou si vous connaissez des sites web de qualité traitant du thème abordé ici, merci de compléter l'article en donnant les références utiles à sa vérifiabilité et en les liant à la section « Notes et références ».
Zone interdite est une émission de télévision française diffusée sur M6 depuis le 7 mars 1993 et présentée par Ophélie Meunier depuis septembre 2016.

Logo de Zone interdite de 2004 à 2014.

## Diffusion
Le magazine lancé le 7 mars 1993 est d'abord diffusé un dimanche par mois à 20 h 50.
À compter d'octobre 1994, l'émission devient bimensuelle, le dimanche soir à 20 h 50, en alternance avec l'émission Capital.
En revanche, l’émission est diffusée tous les mardis ou mercredis pour ses numéros de l’été, lors des périodes estivales.

## Principe
Ce programme propose aux téléspectateurs plusieurs reportages d'investigation dans chacun de ses numéros. À la création de l’émission, le concept est alors de « montrer le monde tel qu'il est ».
La ligne éditoriale de l'émission est de décrypter le monde qui change, cela signifie raconter des mariages ou la vie de princes, mais aussi s’intéresser à l’euthanasie, aux mères porteuses, aux transgenres ou à la prostitution (un sujet qui a permis à Zone Interdite d’enregistrer son record d’audience en juin 1999 avec plus de 6 millions de téléspectateurs).
Le générique jazzy de l'émission est une création de Michel Jonasz. Il en est le compositeur et l'interprète.

## Historique
Intéressé par le travail réalisé sur le magazine de La Cinq, Reporters, Nicolas de Tavernost nomme Patrick de Carolis à la direction de l'information de M6, et le charge de créer un magazine de société.
Le 7 mars 1993 M6 prend le risque de mettre un magazine de reportages à l'antenne, face aux blockbusters dominicaux des autres chaînes. Il porte bien son nom : Zone Interdite. Le titre fait référence au film Stalker d'Andreï Tarkovski :

« L'idée m'est venue après avoir vu un film de Tarkovski qui s'intitulait « Stalker ». Dans ce film, réalisé en 1979 à l'époque de l'Union soviétique, le personnage principal emmenait les gens à travers des zones interdites, figurées par un brouillard épais, si je me souviens bien. Derrière cette zone, on pouvait imaginer ce qu'on voulait, la liberté, le paradis… Dans notre métier, c'est pareil. Pour comprendre un conflit ou le mécanisme de tel ou tel phénomène de société, il faut toujours aller voir derrière… »

— Patrick de Carolis dans Télé Obs du 24 mai 2013
L'ambition : franchir les lignes, informer, décrypter et donner toujours plus d'informations sur des thèmes de société. Plus de 25 ans, Zone Interdite a réalisé plus de 1 000 documentaires et remporté les prix les plus prestigieux.
Comme pour son précédent magazine Reporters, Patrick de Carolis fait appel à des agences de presse pour réaliser les reportages.
En un an d'existence, l'émission rassemble en moyenne deux millions de téléspectateurs avec dix points de part de marché.
À partir d'octobre 1994, la périodicité passe d'une fois par mois à toutes les deux semaines.
Florence Dauchez succède à Patrick de Carolis pour la saison 1997/1998. Après sa démission surprise, c'est Bernard de La Villardière qui reprend en urgence le flambeau de l'émission alors qu'il venait de rejoindre le groupe seulement quinze jours auparavant.
Le 6 juin 1999, l'émission connaît sa meilleure audience (6,5 millions de téléspectateurs) avec une spéciale sur la prostitution.
En 2000, l'émission est couronnée du 7 d'or de la meilleure émission d'information.
En août 2005, un mois avant le lancement de Enquête exclusive, Bernard de La Villardière arrête la présentation et laisse la place à Anne-Sophie Lapix pour la saison 2005/2006.
Un an plus tard, Anne-Sophie Lapix laisse la place à Mélissa Theuriau.
Le 18 mai 2008, l'émission fête ses 15 ans avec Mélissa Theuriau depuis le centre Pompidou à Paris, avec des personnalités et des témoins qui ont marqué l'histoire de l'émission.
De novembre 2008 à août 2009, ainsi que de septembre 2011 à janvier 2012, Mélissa Theuriau, alors enceinte, est remplacée (en intérim) par Claire Barsacq à la présentation de l'émission et également lors des inédits de l'été, pendant l'été 2009.
Cependant, Mélissa Theuriau décide de quitter M6, et arrête l'émission. Le 29 août 2012, la journaliste présente son dernier numéro (elle se mettra pour le coup pieds nus)
Le 9 septembre 2012, c'est Wendy Bouchard qui reprend l'émission.
Le 26 mai 2013, l'émission fête ses 20 ans avec le titre intitulé : 20 ans d'excès, puis une nuit de l'émission diffusée en lieu et place de M6 Clips.
Le 29 mai 2016, Wendy Bouchard, au bout de 4 ans, arrête la présentation - elle quitte M6 pour rejoindre France 3. Pendant l'été 2016, c'est Marie-Ange Casalta qui présente l'émission. Ophélie Meunier a repris l'émission depuis le 4 septembre 2016.
Du 19 mai au 28 août 2019, ainsi qu'à partir du mois d'août à décembre 2021, Ophélie Meunier, en congé de maternité, est remplacée (en intérim) par Florence Trainar (Florence de Soultrait depuis 2021) à la présentation de l'émission et également lors des inédits de l'été, pendant l'été 2019. Tout comme Mélissa Theuriau et Claire Barsacq, la présentatrice remplaçait alors Mélissa Theuriau, qui, était en congé maternité de novembre 2008 à août 2009, puis de septembre 2011 à janvier 2012.
En janvier 2022, Ophélie Meunier est placée sous protection policière après avoir fait l'objet de menaces après une enquête de Zone interdite consacrée à l'islam radical.

## Critiques

### 2017: positions sur les personnes transgenres
L'émission a été très critiquée par la communauté transgenre à propos de deux reportages consacrées à la transidentité. L'une étant intitulée Être fille ou garçon le dilemme des transgenres et diffusée en 2017, la deuxième abordant la non-binarité. Les deux émissions sont notamment accusées de pratiquer de l'intox, de prendre des sources dangereuses comme références, de médicaliser la transidentité et de la faire passer pour un « effet de mode ».

### 2022: accusations de manipulations pour un reportage sur l'islam radical
Arrêt sur images a fait part d'emails et de messages dont la teneur démontrait que les journalistes ayant pris contact avec certaines personnes présentées dans l'émission n'avaient pas décliné l'objet réel de l'émission. Lilia, une étudiante en droit sollicitée par la production, affirme que le contact de l'émission voulait réaliser un reportage sur « la laïcité et le vivre-ensemble » (et non sur l'Islam radical) et lui a prêté de fausses déclarations. L'intéressée dénonce « des propos tronqués et un montage trompeur ».
À la suite de la diffusion de l’émission, la présentatrice de M6 Ophélie Meunier et l'un des principaux interviewés de l’épisode ont été placés sous protection policière après des menaces de mort. En mars 2023, dix personnes sont arrêtées dans l'enquête ouverte pour « harcèlement aggravé ».

## Présentation

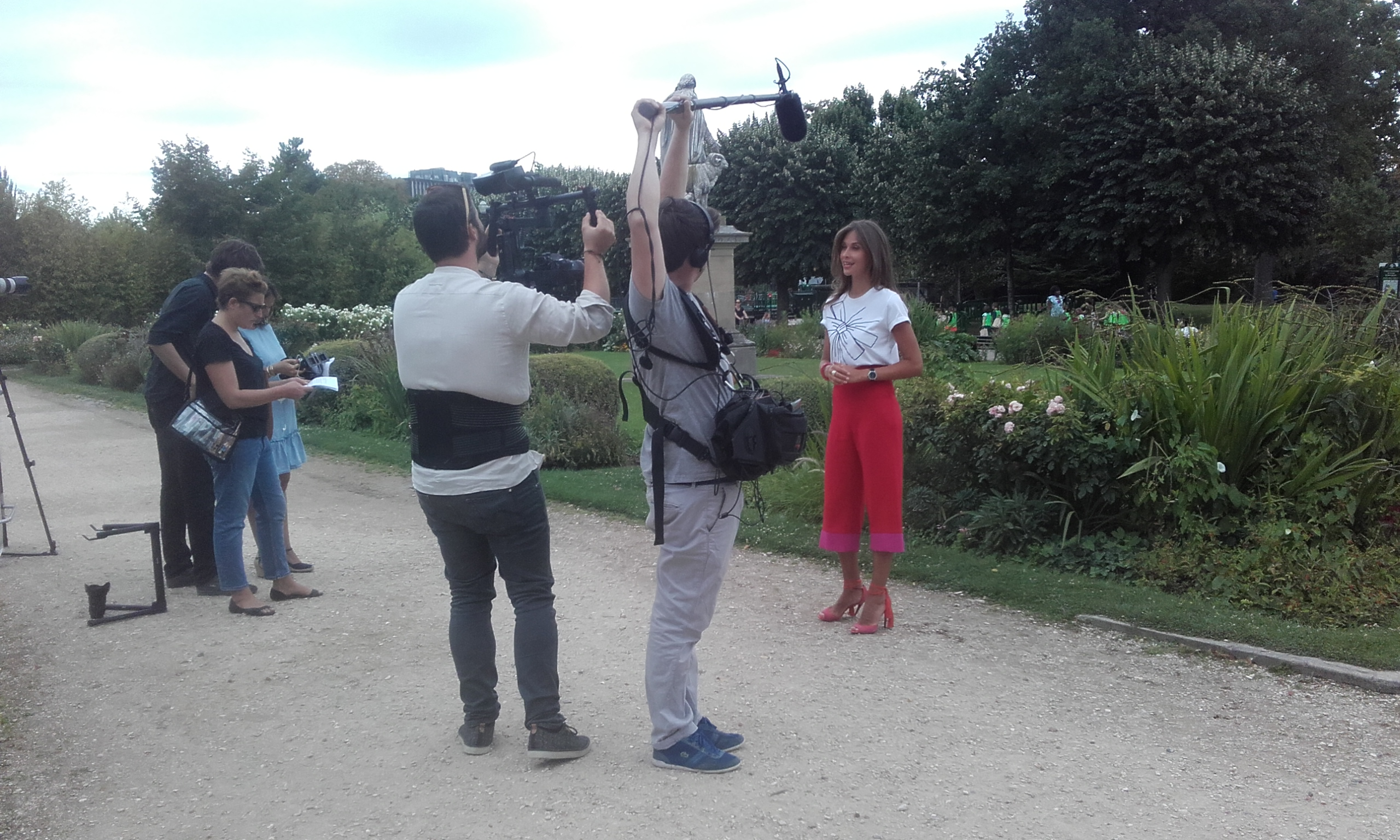
Tournage de l'émission avec Ophélie Meunier au Jardin d'acclimatation de Paris en août 2017.

L'émission a été présentée successivement par :
- Patrick de Carolis de 1993 à 1997
- Florence Dauchez de 1997 à 1998
- Bernard de La Villardière de 1998 à 2005
- Anne-Sophie Lapix de 2005 à 2006
- Mélissa Theuriau de 2006 à 2012
- Claire Barsacq en intérim de Mélissa Theuriau de novembre 2008 à août 2009[9], puis en intérim de septembre 2011 à janvier 2012.
- Wendy Bouchard de septembre 2012[10] à mai 2016.
- Marie-Ange Casalta remplaçante de juin à août 2016[11].
- Ophélie Meunier depuis septembre 2016[12].
- Florence de Soultrait (née Florence Trainar) en intérim d'Ophélie Meunier de mai[13] à août 2019, puis en intérim du 29 août au 26 décembre 2021[14].